# Mosquée du CHU (Libreville)
La Mosquée du Centre Hospitalier Universitaire est une mosquée située à côté du centre hospitalier universitaire de Libreville à Libreville, au Gabon.